# Tokyo Ballistic War Ⅱ. Crazy Cyborg Maiden
Tokyo Ballistic War Ⅱ. Crazy Cyborg Maiden. (第二次東京爆裂戦争　サイボーグ乙女狂い咲き) es una película japonesa, del 27 de septiembre de 2013, producida por Zen Pictures. Es una película del género tokusatsu, de acción y aventuras, con artes marciales, dirigido por Eiji Kamikura.

## Saga[2]
- Tokyo Ballistic War - 1 - Cyborg High School Girl VS. Cyborg Beautiful Athletes (2009)
- Tokyo Ballistic War - 2 - Cyborg High School Girl VS. Cyborg Beautiful Athletes (2010)
- Tokyo Ballistic War Ⅱ. Crazy Cyborg Maiden (2013)

## Argumento
Japón vive un gran desarrollo económico y tecnológico, pero la población se ha empobrecido. Nichiwa Motors es la mayor empresa, símbolo de esta nueva situación económica. Frente al descontento de los ciudadanos, esta empresa ha decidido contratacar con cíborgs introducidos en la ciudad. En uno de estos ataques de cíborgs contra los ciudadanos, Seika Mamiya es asesinada, pero revivida como cíborg. Seika Mamiya luchará contra los cíborgs de Nichiwa Motors. 